# Даниэль, Юлий Маркович
 Ю́лий Ма́ркович Даниэ́ль (псевдоним Николай Аржак; 15 ноября 1925, Москва, СССР — 30 декабря 1988, там же) — русский прозаик и поэт, переводчик, диссидент.

## Биография
Родился в семье еврейского писателя и драматурга Марка Наумовича Даниэля (1900—1940).
Участник Великой Отечественной войны с октября 1943 года (в РККА — с февраля 1943 года), телефонист телефонно-кабельной роты 363-го отдельного батальона связи 29-го Знаменского танкового корпуса. Был ранен, награждён медалью «За Отвагу». Окончил филологический факультет Московского областного педагогического института, работал учителем в Калужской области. Преподавал литературу в московской школе № 720 до 1955 года, после чего уволился, предположительно из-за отклонения от обязательной программы.
С 1957 года публиковался в СССР как переводчик поэзии.
С 1958 года публиковал за рубежом повести и рассказы (под псевдонимом Николай Аржак). 8 сентября 1965 года — в день ареста Синявского — уехал в Новосибирск, где тогда работала его первая жена, Лариса Богораз. Даниэля арестовало местное отделение КГБ, но через четыре дня он был этапирован в Москву и в 1966 году приговорён за эти публикации к пяти годам заключения (вместе с Андреем Синявским: «Процесс Синявского и Даниэля») по обвинению в антисоветской агитации.
После освобождения в 1970 году жил в Калуге, публиковался как переводчик под псевдонимом Юрий Петров. Затем вернулся в Москву и проживал с семьёй своей второй супруги и пасынка.
Скончался от инсульта 30 декабря 1988 года. Похоронен на Ваганьковском кладбище. На его похороны из Франции срочно вылетела семья Синявских: Андрей Синявский и Мария Розанова.
17 октября 1991 года в «Известиях» появилось сообщение о пересмотре дел Ульманиса, Тимофеева-Ресовского и Царапкина, Синявского и Даниэля за отсутствием в их действиях состава преступления.

## Семья
- Первая жена (примерно до 1971) — Лариса Иосифовна Богораз (1929—2004).
  - Сын от первого брака — Александр Юльевич Даниэль (родился в 1951 г.).
    - Внук — Михаил Александрович Даниэль (родился в 1972 г.), лингвист.
- Вторая жена (около 1971) — искусствовед Ирина Павловна Уварова (1932—2021).
  - Пасынок — Павел Юрьевич Уваров, историк.

## Проза
Наиболее характерна для прозаика Аржака и наиболее важна для русской прозы середины XX века повесть-антиутопия «Говорит Москва», рассказывающая о введении в СССР Указом Президиума Верховного Совета Дня открытых убийств, единодушном одобрении инициативы со стороны трудящихся масс и непросто дающемся отдельным гражданам неприятии чудовищного «праздника».

## Переводы
Основная масса переводов Юлия Даниэля — выполненные по подстрочникам стихи поэтов XX века (финских, латышских, армянских и др.). Даниэлю также принадлежат талантливые переводы мировой поэтической классики (Вальтер Скотт, Уильям Вордсворт, Виктор Гюго, Теофиль Готье, Бодлер, Адельберт Шамиссо, Рамон дель Валье-Инклан, Федерико Гарсиа Лорка и др.), публиковавшиеся по большей части под псевдонимом Ю. Петров. Переводы из Аполлинера (Избранная лирика. М.: Книга, 1985) из-за цензурных гонений того периода автор был вынужден подписать именем Булата Окуджавы (по договоренности с Окуджавой). Переводы Даниэля стихов из «Книги песен» Умберто Сабы опубликованы под именем Д. Самойлова.

## Сочинения
- Аржак, Николай. Говорит Москва: Повесть. — Вашингтон, 1962.
- Аржак, Николай. Руки. Человек из МИНАПа: Рассказы. — Вашингтон, 1963.
- Аржак, Николай. Искупление: Рассказ. — Вашингтон, 1964.
- Стихи из неволи. — Амстердам, 1971.
- Говорит Москва: [Проза, поэзия, переводы]. — М., 1991. ISBN 5-239-01121-4
- «Я всё сбиваюсь на литературу…»: Письма из заключения. Стихи. — М., 2000. ISBN 5-239-01121-4